# Ettore Benassi
Ettore Benassi (Genova, 5 aprile 1925 – 6 agosto 1992) è stato un politico e sindacalista italiano.

## Biografia
Operaio, partecipa alla Resistenza con il nome di battaglia “Torre”; nella primavera del 1944 diventa comandante di distaccamento della brigata partigiana “Arzani”, divisione “Pinan Cichero” in Val Curone. 
Nel dopoguerra è segretario provinciale del sindacato Autoferrotranvieri, nel 1969 diventa segretario generale della Camera Confederale del Lavoro di Genova ed entra nel direttivo nazionale della CGIL. Esponente del Partito Comunista Italiano, viene eletto senatore nel 1976 e nel 1979; termina il mandato parlamentare nel 1983. Dopo la svolta della Bolognina aderisce al Partito Democratico della Sinistra.
Muore all'età di 67 anni nell'agosto 1992. Nel 2016 è stata intitolata in suo onore una scalinata tra via San Quirico e via Gallesi a Genova.